# José Luis Hernández Martínez
José Luis Hernández Martínez (Melilla, España, 11 de enero de 1942) es un exfutbolista español que se desempeñaba como defensa.

## Clubes
| Club             | País   | Año       |
| ---------------- | ------ | --------- |
| U. D. Las Palmas | España | 1963-1971 |
| Xerez C. D.      | España | 1971-1972 |